# (6101) Tomoki
(6101) Tomoki – planetoida z pasa głównego asteroid okrążająca Słońce w ciągu 3 lat i 135 dni w średniej odległości 2,25 j.a. Została odkryta 1 marca 1993 roku w obserwatorium w Oohira przez Takeshiego Uratę. Nazwa planetoidy pochodzi od Tomoki Nakamury (ur. 1966), profesora nauk o Ziemi i planet w Uniwersytecie Kyushu. Nazwa została zasugerowana przez K. Ohtsukiego. Przed jej nadaniem nazwy planetoida nosiła oznaczenie tymczasowe (6101) 1993 EG.